# Juan Almeida

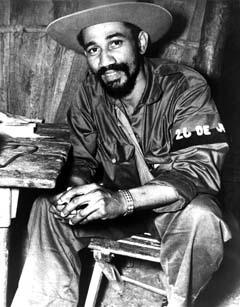
Juan Almeida während der Revolution

Juan Almeida Bosque (* 17. Februar 1927 in Havanna, Kuba; † 11. September 2009 ebenda) war ein kubanischer Revolutionär und Politiker. Während und nach der kubanischen Revolution 1959 war er einer der führenden Köpfe in Staat und Partei Kubas.

## Leben und Wirken

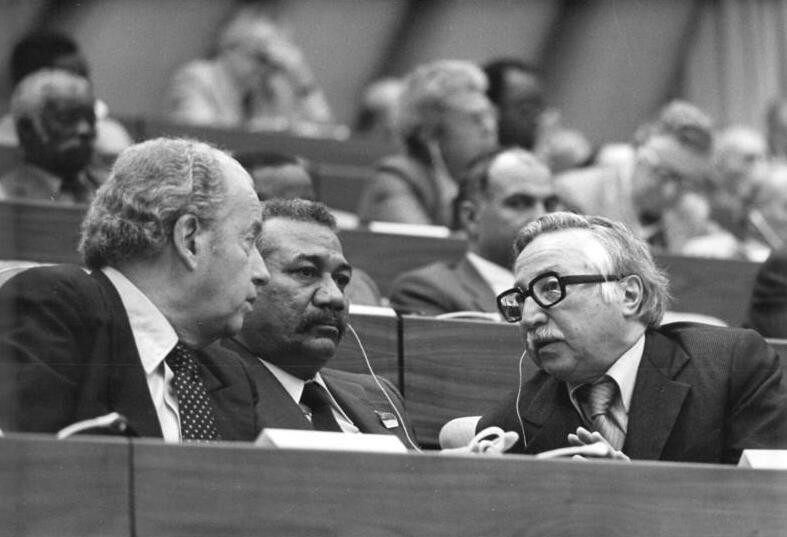
Juan Almeida (Mitte) mit Luis Corvalán (rechts) und Rodney Arismendi (links) auf dem X. Parteitag der SED (1981)

Am 26. Juli 1953 nahm Almeida am Angriff auf die Moncada-Kaserne in Santiago de Cuba teil, der von Fidel Castro angeführt wurde. Der gesamte Versuch scheiterte. Juan Almeida wurde zu einer langjährigen Gefängnisstrafe verurteilt, kam aber bereits nach zwei Jahren im Rahmen einer Generalamnestie im Mai 1955 frei. Danach war er Gründungsmitglied der „Bewegung des 26. Juli“ am 12. Juni 1955 und damit treibende Kraft der Revolution gegen den Diktator Batista auf Kuba.
Almeida ging wie einige andere Moncadistas mit Fidel und Raúl Castro im Juli 1955 nach Mexiko ins Exil, wo sie die bewaffnete Expedition zurück nach Kuba planten und vorbereiteten. Dort trafen sie auch auf Ernesto „Che“ Guevara. Am 25. November 1956 brachen 82 Revolutionäre – darunter Juan Almeida – von Tuxpan (Mexiko) mit der Yacht Granma nach Kuba auf, wo sie am 2. Dezember 1956 ankamen. Nach über zwei Jahren Guerillakampf flüchtete der Diktator Batista schließlich am 1. Januar 1959 aus Kuba. Im Verlauf der Revolution wurde Almeida im Februar 1958 in den Rang eines Comandante der  Rebellenarmee erhoben und als Chef der Dritten Front eingesetzt.
Nach dem Triumph der Revolution 1959 bekleidete er verschiedene Ämter: unter anderem als Chef der Luftwaffe Kubas, Vizeminister der Revolutionären Streitkräfte Kubas, Vizepräsident des Staatsrates, Mitglied des Zentralkomitees (ZK) der Kommunistischen Partei Kubas (KPK) und des Politbüros des ZK der KPK. Nach Fidel und Raúl Castro sowie den beiden früh verstorbenen Comandantes Che Guevara und Camilo Cienfuegos war Juan Almeida eine der populärsten Figuren der kubanischen Revolution.
Am Abend des 11. September 2009 verstarb Almeida 82-jährig in Havanna an einem Herz-Kreislauf-Stillstand. Seine sterblichen Überreste wurden im Mausoleum der Märtyrer der Dritten Front bei Cruce de los Baños in der Sierra Maestra beigesetzt.
Im Juni 2013 wurde aus Anlass der Feierlichkeiten zum 60. Jahrestag des gescheiterten Überfalls auf die Moncada-Kaserne am Revolutionsplatz von Santiago de Cuba ein dauerhaftes Wandporträt von Almeida an einer Fassade des Teatro Heredia angebracht. Es wird begleitet vom ihm zugeschriebenen Zitat „aquí no se rinde nadie“ (hier ergibt sich niemand) aus dem Guerillakrieg. Auf ähnliche Weise waren zuvor die beiden Revolutionshelden Guevara und Cienfuegos mit Porträts auf Fassaden am Revolutionsplatz in Havanna geehrt worden.
Neben seinen politischen Tätigkeiten komponierte Juan Almeida auch über 300 Musikstücke, die u. a. von Silvio Rodríguez, Pablo Milanés, Chucho Valdés, Omara Portuondo und NG La Banda interpretiert wurden.

## Ehrungen
- Held der Republik Kuba (1998)
- Máximo-Gómez-Orden der Republik Kuba (1998)

## Veröffentlichungen
- Grußansprache an den X. Parteitag der Sozialistischen Einheitspartei Deutschlands. (in: Protokoll der Verhandlungen des X. Parteitages der Sozialistischen Einheitspartei Deutschlands. Band I. Dietz Verlag Berlin [DDR] 1981)